# Michael McLeod (hockey sur glace)
Pour les articles homonymes, voir Michael McLeod et McLeod.
Michael McLeod (né le 3 février 1998 à Mississauga dans la province de l'Ontario au Canada) est un joueur professionnel canadien de hockey sur glace. Il évolue au poste de centre.

## Biographie
Il est choisi en 5e position lors du repêchage de la Ligue de hockey de l'Ontario en 2014 par les Steelheads de Mississauga. Il joue avec les Steelheads depuis la saison 2014-2015. Éligible au repêchage d'entrée dans la LNH 2016, il est sélectionné au 12e rang au total par les Devils du New Jersey. Le 7 octobre 2016, il signe son contrat d'entrée d'une durée de trois ans avec les Devils.
Le 24 janvier 2024, les Devils annoncent qu'ils accordent un congé définitif à McLeod et Callan Foote. Le 30 janvier 2024, McLeod est accusé d'une agression sexuelle présumée en 2018 à London, en Ontario dont il est déclaré non coupable le 24 juillet 2025.

## Personnel
Il est le frère aîné de Ryan McLeod, attaquant des Oilers d'Edmonton.

## Statistiques

### En club
| Saison     | Équipe                    | Ligue      |                   | Saison régulière  | Saison régulière  | Saison régulière  | Saison régulière  | Saison régulière |    | Séries éliminatoires | Séries éliminatoires | Séries éliminatoires | Séries éliminatoires | Séries éliminatoires |
| Saison     | Équipe                    | Ligue      | PJ                | B                 | A                 | Pts               | Pun               | PJ               | B  | A                    | Pts                  | Pun                  |                      |                      |
| 2014-2015  | Steelheads de Mississauga | LHO        | 63                | 12                | 17                | 29                | 33                | -                | -  | -                    | -                    | -                    |                      |                      |
| 2015-2016  | Steelheads de Mississauga | LHO        | 57                | 21                | 40                | 61                | 71                | 7                | 3  | 6                    | 9                    | 6                    |                      |                      |
| 2016-2017  | Steelheads de Mississauga | LHO        | 57                | 27                | 46                | 73                | 49                | 20               | 11 | 16                   | 27                   | 19                   |                      |                      |
| 2017-2018  | Steelheads de Mississauga | LHO        | 38                | 16                | 28                | 44                | 34                | 6                | 6  | 4                    | 10                   | 11                   |                      |                      |
| 2017-2018  | Devils de Binghamton      | LAH        | 6                 | 0                 | 1                 | 1                 | 2                 | -                | -  | -                    | -                    | -                    |                      |                      |
| 2018-2019  | Devils de Binghamton      | LAH        | 55                | 6                 | 27                | 33                | 43                | -                | -  | -                    | -                    | -                    |                      |                      |
| 2018-2019  | Devils du New Jersey      | LNH        | 21                | 0                 | 3                 | 3                 | 13                | -                | -  | -                    | -                    | -                    |                      |                      |
| 2019-2020  | Devils de Binghamton      | LAH        | 47                | 8                 | 15                | 23                | 59                | -                | -  | -                    | -                    | -                    |                      |                      |
| 2019-2020  | Devils du New Jersey      | LNH        | 12                | 0                 | 2                 | 2                 | 4                 | -                | -  | -                    | -                    | -                    |                      |                      |
| 2020-2021  | Devils du New Jersey      | LNH        | 52                | 9                 | 6                 | 15                | 42                | -                | -  | -                    | -                    | -                    |                      |                      |
| 2021-2022  | Devils du New Jersey      | LNH        | 77                | 6                 | 14                | 20                | 52                | -                | -  | -                    | -                    | -                    |                      |                      |
| 2022-2023  | Devils du New Jersey      | LNH        | 80                | 4                 | 22                | 26                | 43                | 12               | 2  | 4                    | 6                    | 15                   |                      |                      |
| 2023-2024  | Devils du New Jersey      | LNH        | 45                | 10                | 9                 | 19                | 10                | -                | -  | -                    | -                    | -                    |                      |                      |
| 2024-2025  | Barys                     | KHL        | 16                | 3                 | 3                 | 6                 | 16                | -                | -  | -                    | -                    | -                    |                      |                      |
| 2024-2025  | Avangard Omsk             | KHL        | Saison en cours ? | Saison en cours ? | Saison en cours ? | Saison en cours ? | Saison en cours ? |                  |    |                      |                      |                      |                      |                      |
| Totaux LNH | Totaux LNH                | Totaux LNH | 287               | 29                | 56                | 85                | 164               | 12               | 2  | 4                    | 6                    | 15                   |                      |                      |

### En équipe nationale
| Année | Compétition                  |   | PJ | B | A | Pts | Pun               |  | Résultat |
| 2014  | Défi mondial -17 ans         | 5 | 0  | 1 | 1 | 2   | 5e place          |  |          |
| 2015  | Ivan Hlinka -18 ans          | 4 | 1  | 1 | 2 | 2   | Médaille d'or     |  |          |
| 2016  | Championnat du monde -18 ans | 7 | 2  | 2 | 4 | 2   | 4e place          |  |          |
| 2017  | Championnat du monde junior  | 7 | 2  | 1 | 3 | 2   | Médaille d'argent |  |          |
| 2018  | Championnat du monde junior  | 7 | 1  | 3 | 4 | 2   | Médaille d'or     |  |          |